# Bartolomé González Jiménez
Bartolomé González Jiménez (Alcalá de Henares, 2 de febrero de 1968) es un político y empresario español. Fue alcalde de Alcalá de Henares y diputado en la Asamblea de Madrid.

## Biografía
Se afilió al Partido Popular en 1989 y ocupó el puesto de presidente regional de Nuevas Generaciones de Madrid. Fue presidente del Partido Popular de Alcalá de Henares entre los años 1994 y 2013, año en abandonó la alcaldía y fue sustituido por Javier Bello. Fue concejal del Ayuntamiento de Alcalá de Henares desde 1991 hasta 2012. Está casado desde el 2 de marzo de 1996 y tiene dos hijos. Así mismo, es miembro del Comité de Dirección del PP de Madrid. En 2012 fue nombrado Vicesecretario de Comunicación y Acción Social del PP de Madrid..

### Carrera política
En 1995 por falta de acuerdo entre PSOE e IU llegó a tomar posesión del cargo de alcalde, (a sus 27 años) convirtiéndose en el alcalde más joven de España en aquel momento.[cita requerida] En el año 1999 con un 44% de los votos no ganó las elecciones municipales, gracias al pacto que sí se dio en esta ocasión entre PSOE e IU llevando a Manuel Peinado Lorca a ser nombrado alcalde de Alcalá de Henares.
Bartolomé González Jiménez fue reelegido de nuevo alcalde por mayoría absoluta en mayo de 2003 tras una campaña intensa en contra de los bolardos instalados en la zona del centro de la ciudad. En las elecciones municipales de 2007 revalidó la mayoría absoluta y continuó al frente del consistorio alcalaíno. Fue elegido el 20 de noviembre de 2007 presidente de la Federación Madrileña de Municipios en su VII Asamblea por unanimidad en sustitución del alcalde de Villanueva de la Cañada, Luis Partida Brunete, cargo que ocupó hasta 2011.
En las elecciones municipales de 2011 su partido volvió a ganar, pero con 12 concejales perdió la mayoría absoluta por lo que desde entonces gobierna con mayoría simple. Declaró entonces: Algo hemos hecho mal. Fue elegido diputado en la Asamblea de Madrid.
En 2012 fue nombrado vicesecretario de comunicación y Acción Social del PP de Madrid, forma parte del comité de dirección del PP de Madrid y de la Junta Directiva Nacional del PP.
El 2 de julio de 2012 presentó su renuncia como concejal del Ayuntamiento de Alcalá de Henares, por lo que abandonó la alcaldía de la ciudad.
En diciembre de 2012 se vio envuelto en un escándalo al ser fotografiado jugando desde su escaño, mientras se debatía y aprobaba la Ley de Acompañamiento que abriría las puertas a la privatización de la sanidad madrileña. En esta ocasión, Bartolomé González se entretenía jugando al "Apalabrados". Por esta acción fue sancionado con la cantidad de 300 euros.